# 1744 en architecture
| Années de l'architecture : 1741 - 1742 - 1743 - 1744 - 1745 - 1746 - 1747    |
| Décennies de l'architecture : 1710 - 1720 - 1730 - 1740 - 1750 - 1760 - 1770 |

Cet article présente les faits marquants de l'année 1744 en architecture.

## Réalisations
- Église du Sacrement à Madrid.
- Les travaux de la Résidence de Wurtzbourg sont achevés.

## Événements
- Sicile : début de la construction à Raguse de la cathédrale Saint-Georges par Rosario Gagliardi (terminée en 1766).

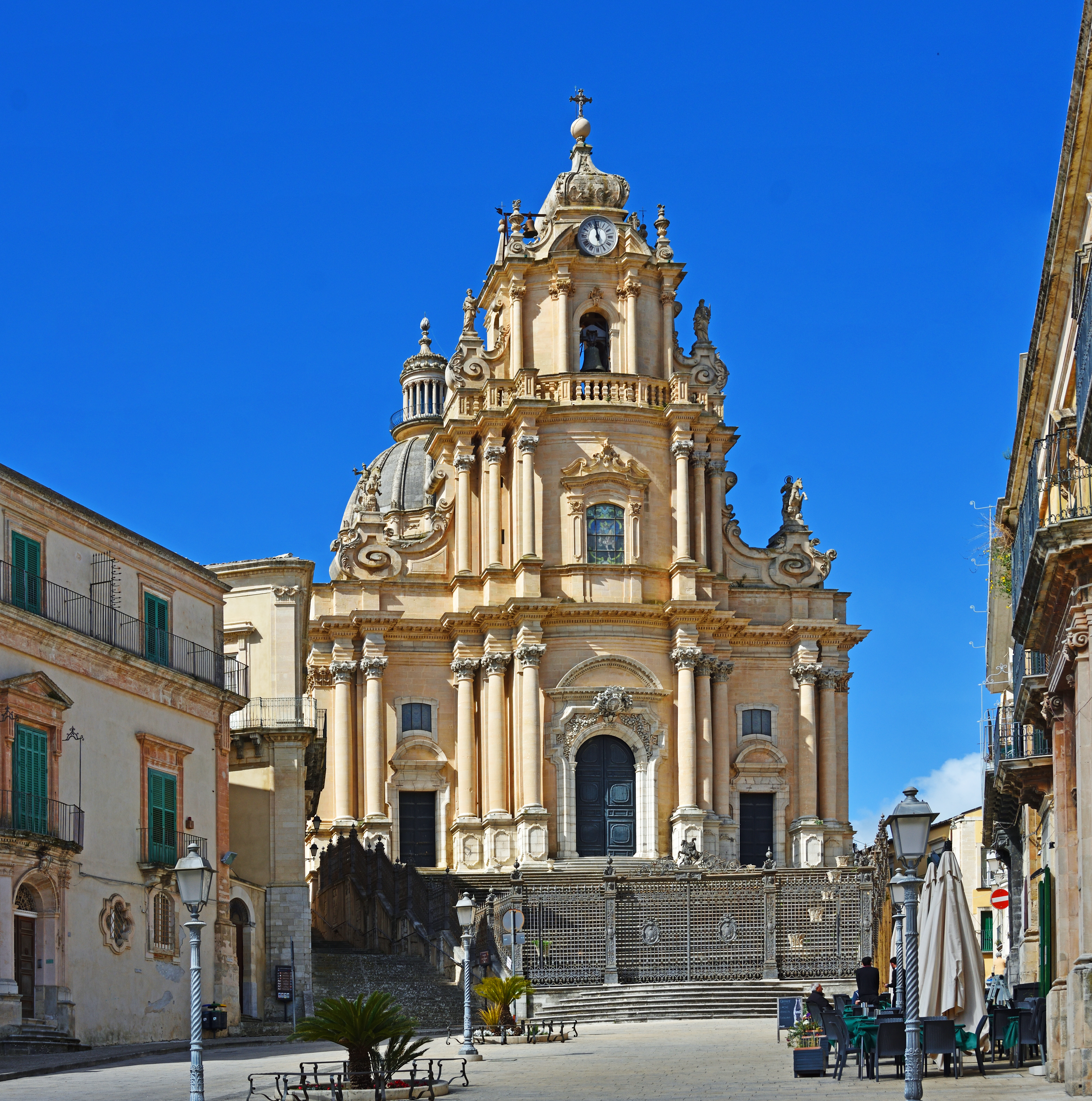
Façade de la cathédrale Saint-Georges.

## Récompenses
- Prix de Rome : non attribué.

## Décès
- x